# Lionel Sackville

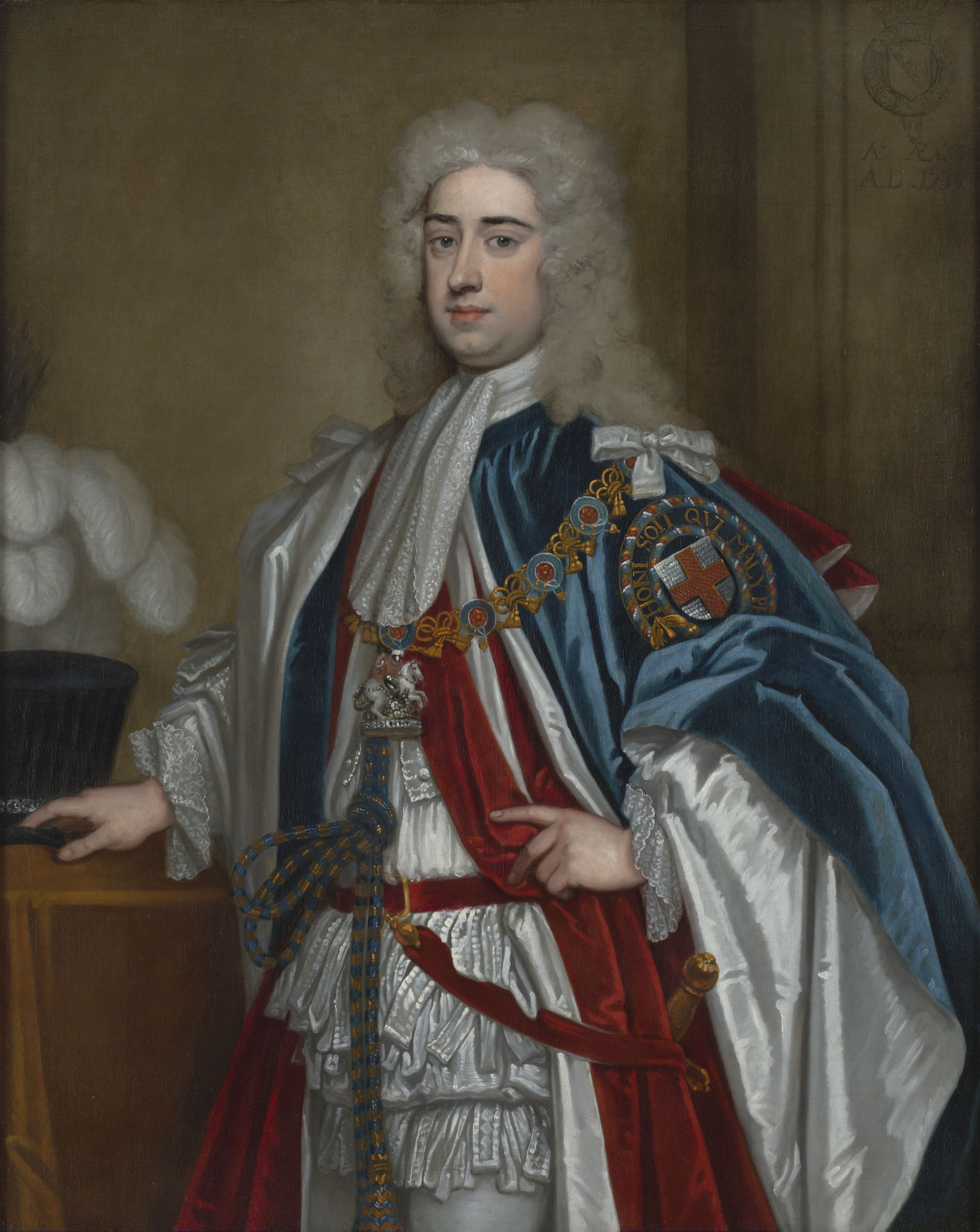
Książę Dorset

Lionel Cranfield Sackville KG (ur. 18 stycznia 1688, zm. 10 października 1765) – brytyjski arystokrata i polityk, najstarszy syn Charlesa Sackville’a, 6. hrabiego Dorset, i lady Mary Compton, córki 3. hrabiego Northampton.

## Życiorys
Od urodzenia nosił tytuł „lorda Buckhurst”. Po śmierci ojca w 1706 r. został 7. hrabią Dorset i 2. hrabią Middlesex. W 1720 r. otrzymał tytuł księcia Dorset. W 1708 r. został lordem strażnikiem Pięciu Portów i był nim do 1712 r. W latach 1714–1719 był Groom of the Stole. W latach 1720–1730 i ponownie w latach 1737–1744 był Lordem Stewardem. Podczas koronacji Jerzego II w 1727 r. pełnił funkcję Lorda Wielkiego Stewarda. Od 1727 r. był ponownie lordem strażnikiem Pięciu Portów. Dwukrotnie, w latach 1730–1737 i 1750–1755, był lordem namiestnikiem Irlandii. Był członkiem Tajnej Rady, a w latach 1745–1751 jej Lordem Przewodniczącym. W latach 1755–1757 był koniuszym królewskim.
Ponadto był Custos Rotulorum Kentu w latach 1724–1765 i lordem namiestnikiem tegoż hrabstwa od roku 1746. W 1714 r. został odznaczony Orderem Podwiązki. Był jednym z fundatorów założonego w 1739 r. Foundling Hospital w Londynie.

## Rodzina
W styczniu 1709 r. poślubił Elizabeth Colyear (zm. 12 czerwca 1768), córkę generała-porucznika Waltera Colyeara i Anne Catherine de Brumaigne. Lionel i Elizabeth mieli razem trzech synów:
- Charles Sackville (6 lutego 1711 – 6 stycznia 1769), 2. książę Dorset
- Lord John Sackville (22 czerwca 1713 – 3 grudnia 1765)
- George Sackville (26 stycznia 1716 – 26 sierpnia 1785), 1. wicehrabia Sackville